# Dekanat rydzyński
Dekanat rydzyński (archidiecezja poznańska) – jeden z 43 dekanatów archidiecezji poznańskiej. 

## Parafie
- parafia św. Katarzyny w Dąbczu (Dąbcze)

- parafia pw. Najświętszego Serca Pana Jezusa (Drobnin)
- parafia Najświętszej Maryi Panny Wniebowziętej w Drzeczkowie (Drzeczkowo, Popowo Wonieskie)
- parafia św. Mikołaja w Goniembicach (Goniembice)
- parafia św. Marcina w Kaczkowie (Kaczkowo)
- parafia Wszystkich Świętych w Kąkolewie (Kąkolewo)
- parafia pw. Świętej Trójcy (Osieczna)
- parafia Najświętszej Maryi Panny Śnieżnej w Pawłowicach (Pawłowice)
- parafia pw. św. Stanisława Biskupa (Rydzyna)

## Galeria

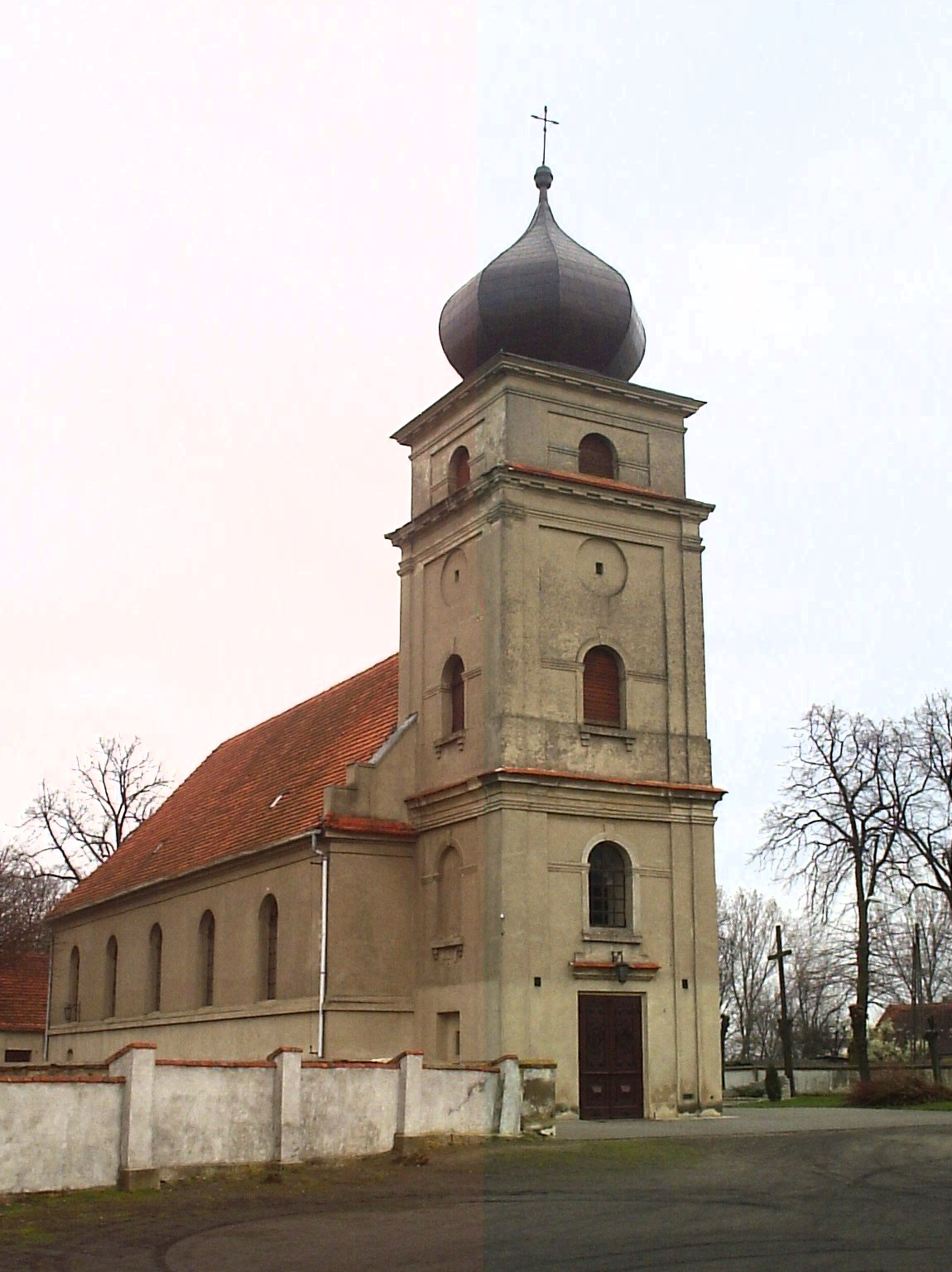
Kościół w Goniembicach
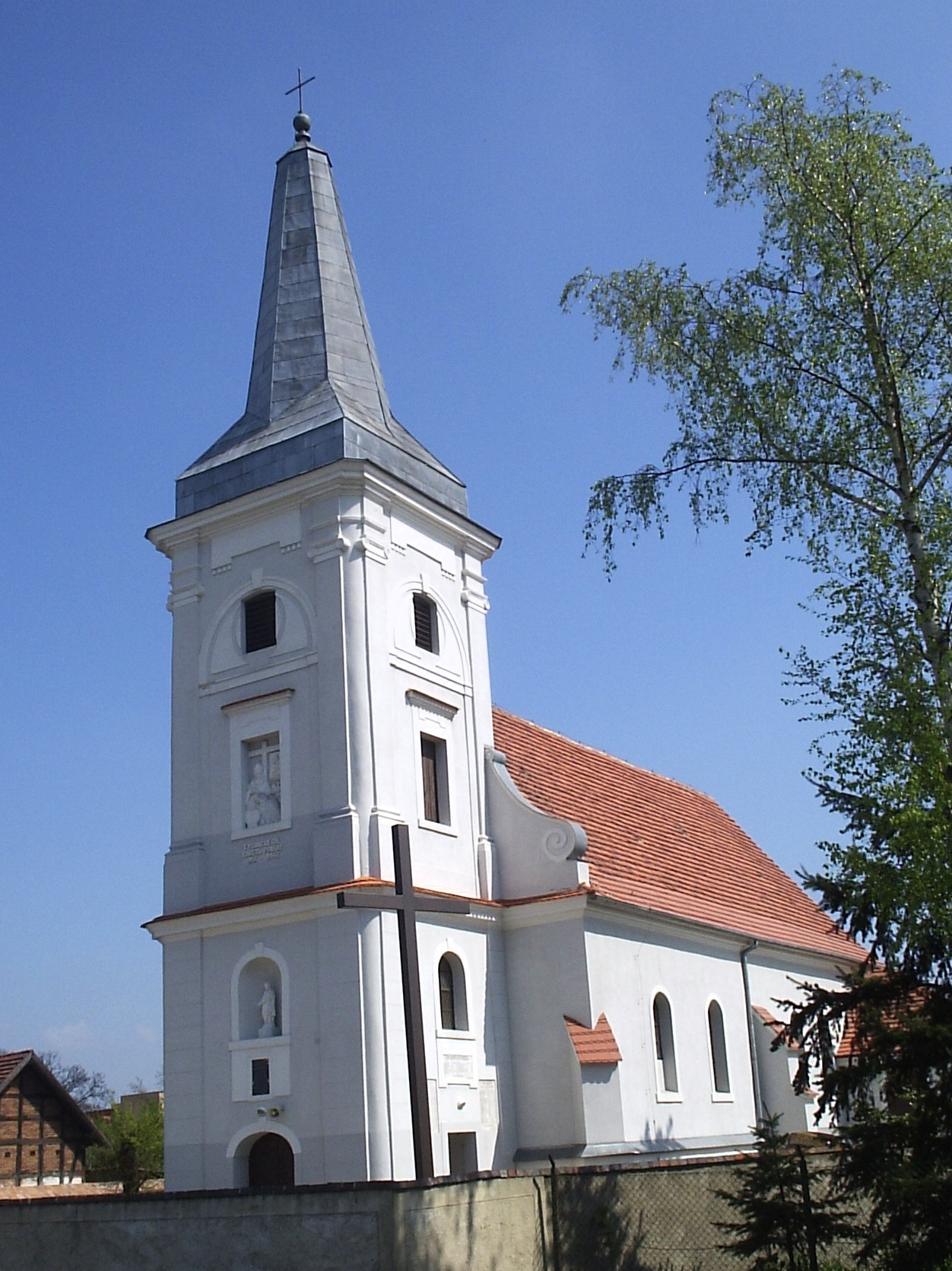
Kościół w Kąkolewie
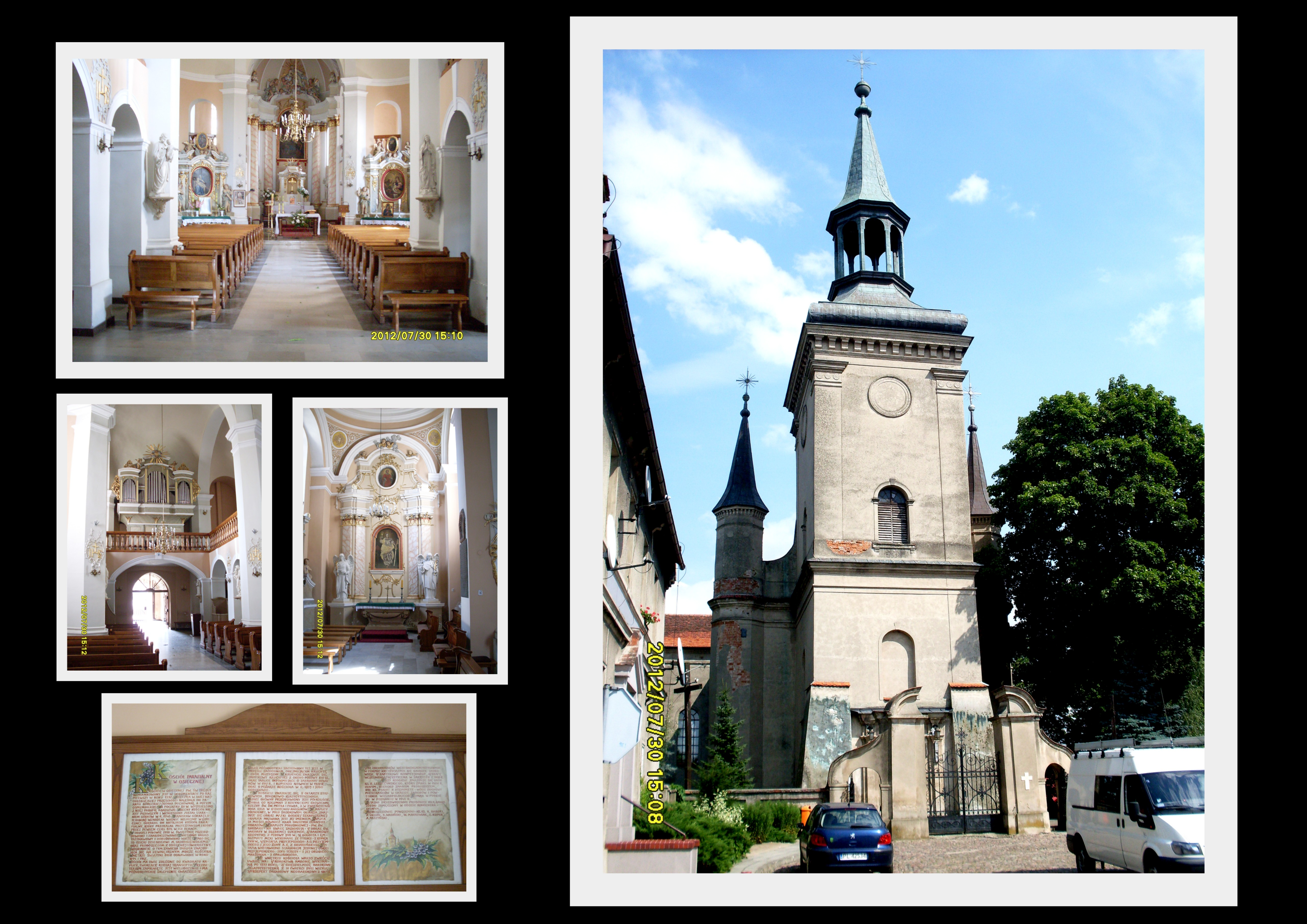